# Kanton Cannes-2
Der Kanton Cannes-2 ist ein französischer Wahlkreis im Département Alpes-Maritimes in der Region Provence-Alpes-Côte d’Azur. Er umfasst einen Teilbereich der Gemeinde Cannes im Arrondissement Grasse. Durch die landesweite Neuordnung der französischen Kantone wurde er 2015 neu geschaffen. 

## Gemeinden
Der Kanton besteht aus dem östlichen Teil der Gemeinde Cannes mit insgesamt 40.007 Einwohnern (Stand: 2022).

## Politik
| Vertreter im Departementrat | Vertreter im Departementrat            | Vertreter im Departementrat |
| Amtszeit                    | Namen                                  | Partei                      |
| --------------------------- | -------------------------------------- | --------------------------- |
| 2015–                       | Chantal Azemar-Morandini David Lisnard | UMP                         |